# City A-League
La City A-League fue la máxima categoría de la liga de fútbol de la República de China, conocida en el fútbol como China Taipéi o Taiwán. La liga era de carácter semiprofesional se disputa desde el año 2007 y era organizada por la Asociación de Fútbol de China Taipéi. La liga toma el lugar de la desaparecida Enterprise Football League que se disputó entre 1983 y 2006.
Se espera la instauración de una liga profesional para la temporada 2017, la cual fue la Liga Premier de Fútbol de Taiwán, por lo que la liga desaparece en 2016.

## Equipos 2015-16

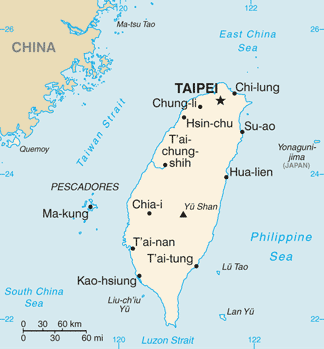
Taiwán.

- Air Source Development FC
- Taiwan Power Company FC
- Ming Chuan University FC
- NSTC FC
- Taichung City Dragon FC
- Taipei City Tatung FC
- NTUPES FC
- Royal Blues FC

## Palmarés

### Enterprise Football League
| - 1983 : Flying Camel - 1984 : Flying Camel - 1985 : Flying Camel - 1986 : City Bank - 1987 : Taiwan Power Company - 1988 : Flying Camel - 1989 : City Bank - 1990 : Taiwan Power Company - 1991 : City Bank - 1992 : Taiwan Power Company - 1993 : Flying Camel - 1994 : Taiwan Power Company - 1995 : Taiwan Power Company | - 1996 : Taiwan Power Company - 1997 : Taiwan Power Company - 1998 : Taiwan Power Company - 1999 : Taiwan Power Company - 2000-01: Taiwan Power Company - 2001-02: Taiwan Power Company - 2002-03: Taiwan Power Company - 2004: Taiwan Power Company - 2005: Tatung FC - 2006: Tatung FC - 2007: Taiwan Power Company - 2008: Taiwan Power Company |

### Intercity Football League
| Temporada | Campeón                 | Subcampeón                      |
| --------- | ----------------------- | ------------------------------- |
| 2007      | Tatung FC               | Taipei PE College               |
| 2008      | Taiwan Power Company    | Taiwan University PE FC         |
| 2009      | Taiwan University PE FC | Taiwan Power Company            |
| 2010      | Taiwan Power Company    | Taipei PE College               |
| 2011      | Taiwan Power Company    | Tatung FC                       |
| 2012      | Taiwan Power Company    | Tatung FC                       |
| 2013      | Tatung FC               | Taiwan Power Company            |
| 2014      | Taiwan Power Company    | National Sports Training Center |
| 2015-16   | Taiwan Power Company    | Tatung FC                       |
| 2017      | Taiwan Power Company    | Tatung FC                       |

## Títulos por club
Se cuentan todos, desde la Enterprise Football League hasta ahora.
| Club                    | Campeón | Años campeón |
| ----------------------- | ------- | --- |
| Taiwan Power Company    | 22      | 1987, 1990, 1992, 1994, 1995, 1996, 1997, 1998, 1999, 2001, 2002, 2003, 2004, 2007, 2008, 2008, 2010, 2011, 2012, 2014, 2015-16, 2017 |
| Flying Camel            | 5       | 1983, 1984, 1985, 1988, 1993 |
| Tatung FC               | 4       | 2005, 2006, 2007, 2013 |
| City Bank               | 3       | 1986, 1989, 1991 |
| Taiwan University PE FC | 1       | 2009 |